# Мойсес Кайседо
Мойсес Кайседо (ісп. Moisés Caicedo, нар. 2 листопада 2001, Санто-Домінго) — еквадорський футболіст, півзахисник англійського клубу «Челсі» та національної збірної Еквадору.

## Клубна кар'єра
Народився 2 листопада 2001 року в місті Санто-Домінго. Вихованець юнацьких команд футбольного клубу «Індепендьєнте дель Вальє». У дорослому футболі дебютував 2019 року виступами за його головну команду, в якій протягом двох років взяв участь у 25 матчах чемпіонату. 
У лютому 2021 року за орієнтовні 5 мільйонів євро перейшов до англійського «Брайтон енд Гоув». Влітку того ж року для здобуття ігрового досвіду був відданий в оренду до бельгійської команди «Беєрсхот-Вілрейк», де відіграв півроку.
Повернувшись до «Брайтона» на початку 2022 року, дебютував в офіційних іграх за його головну команду, де почав отримувати регулярну ігрову практику.

## Виступи за збірну
2020 року дебютував в офіційних матчах у складі національної збірної Еквадору.
У складі збірної — учасник розіграшу Кубка Америки 2021 року в Бразилії та чемпіонату світу 2022 року в Катарі.
| Дата       | Місто          | Господарі         | Результат | Гості      | Турнір                          | Голи | Примітки  |
| ---------- | -------------- | ----------------- | --------- | ---------- | ------------------------------- | ---- | --------- |
| 8-10-2020  | Буенос-Айрес   | Аргентина         | 1 – 0     | Еквадор    | Відбір до ЧС 2022               | -    | 79'       |
| 13-10-2020 | Кіто           | Еквадор           | 4 – 2     | Уругвай    | Відбір до ЧС 2022               | 1    | 85'       |
| 12-11-2020 | Ла-Пас         | Болівія           | 2 – 3     | Еквадор    | Відбір до ЧС 2022               | -    | 45' 83'   |
| 17-11-2020 | Кіто           | Еквадор           | 6 – 1     | Колумбія   | Відбір до ЧС 2022               | -    |           |
| 8-6-2021   | Кіто           | Еквадор           | 1 – 2     | Перу       | Відбір до ЧС 2022               | -    |           |
| 13-6-2021  | Куяба          | Колумбія          | 1 – 0     | Еквадор    | Копа Америка 2021 - 1-й етап    | -    | 80'       |
| 20-6-2021  | Ріо-де-Жанейро | Венесуела         | 2 – 2     | Еквадор    | Копа Америка 2021 - 1-й етап    | -    | 81'       |
| 23-6-2021  | Гоянія         | Еквадор           | 2 – 2     | Перу       | Копа Америка 2021 - 1-й етап    | -    |           |
| 27-6-2021  | Гоянія         | Бразилія          | 1 – 1     | Еквадор    | Копа Америка 2021 - 1-й етап    | -    | 17'       |
| 3-7-2021   | Гоянія         | Аргентина         | 3 – 0     | Еквадор    | Копа Америка 2021 - чвертьфінал | -    | 70'       |
| 5-9-2021   | Кіто           | Еквадор           | 0 – 0     | Чилі       | Відбір до ЧС 2022               | -    |           |
| 9-9-2021   | Монтевідео     | Уругвай           | 1 – 0     | Еквадор    | Відбір до ЧС 2022               | -    | 90+4'     |
| 7-10-2021  | Гуаякіль       | Еквадор           | 3 – 0     | Болівія    | Відбір до ЧС 2022               | -    | 78'       |
| 10-10-2021 | Каракас        | Венесуела         | 2 – 1     | Еквадор    | Відбір до ЧС 2022               | -    |           |
| 14-10-2021 | Барранкілья    | Колумбія          | 0 – 0     | Еквадор    | Відбір до ЧС 2022               | -    |           |
| 11-11-2021 | Кіто           | Еквадор           | 1 – 0     | Венесуела  | Відбір до ЧС 2022               | -    |           |
| 17-11-2021 | Сантьяго       | Чилі              | 0 – 2     | Еквадор    | Відбір до ЧС 2022               | 1    | 90+4'     |
| 27-1-2022  | Кіто           | Еквадор           | 1 – 1     | Бразилія   | Відбір до ЧС 2022               | -    | 78' 85'   |
| 1-2-2022   | Ліма           | Перу              | 1 – 1     | Еквадор    | Відбір до ЧС 2022               | -    | 38'       |
| 29-3-2022  | Гуаякіль       | Еквадор           | 1 – 1     | Аргентина  | Відбір до ЧС 2022               | -    |           |
| 3-6-2022   | Гаррісон       | Еквадор           | 1 – 0     | Нігерія    | товариський матч                | -    | 86'       |
| 6-6-2022   | Чикаго         | Мексика           | 0 – 0     | Еквадор    | товариський матч                | -    | 50' 90+5' |
| 12-6-2022  | Форт-Лодердейл | Еквадор           | 1 – 0     | Кабо-Верде | товариський матч                | -    |           |
| 23-9-2022  | Мурсія         | Саудівська Аравія | 0 – 0     | Еквадор    | товариський матч                | -    |           |
| 27-9-2022  | Дюссельдорф    | Японія            | 0 – 0     | Еквадор    | товариський матч                | -    |           |
| 20-11-2022 | Ель-Хаур       | Катар             | 0 – 2     | Еквадор    | ЧС 2022 - груповий етап         | -    | 29' 90'   |
| 25-11-2022 | Ер-Раян        | Нідерланди        | 1 – 1     | Еквадор    | ЧС 2022 - груповий етап         | -    |           |
| 29-11-2022 | Ер-Раян        | Еквадор           | 1 – 2     | Сенегал    | ЧС 2022 - груповий етап         | 1    |           |
| 24-3-2023  | Парраматта     | Австралія         | 3 – 1     | Еквадор    | товариський матч                | -    |           |
| 28-3-2023  | Доклендс       | Австралія         | 1 – 2     | Еквадор    | товариський матч                | -    | 90'       |
| 17-6-2023  | Гаррісон       | Еквадор           | 1 – 0     | Болівія    | товариський матч                | -    |           |
| 20-6-2023  | Честер         | Еквадор           | 3 – 1     | Коста-Рика | товариський матч                | -    |           |
| 7-9-2023   | Буенос-Айрес   | Аргентина         | 1 – 0     | Еквадор    | Відбір до ЧС 2026               | -    |           |
| 12-9-2023  | Кіто           | Еквадор           | 2 – 1     | Уругвай    | Відбір до ЧС 2026               | -    |           |
| Усього     |                | Матчів            | 34        |            | Голів                           | 3    |           |

## Титули та досягнення
Челсі
- Переможець Ліги конференцій УЄФА: 2025
- Переможець Клубного чемпіонату світу: 2025